# Mühlenstraße 52 (Stralsund)
Das Wohnhaus Mühlenstraße 52 in Stralsund ist ein denkmalgeschütztes Bauwerk in der Mühlenstraße, es wurde zum Beginn des 19. Jahrhunderts errichtet.

## Geschichte, Beschreibung
Der dreigeschossige, dreiachsige Putzbau in der heutigen historischen Stralsunder Altstadt wurde um 1800 errichtet.
Das mittlere Fenster im ersten Obergeschoss ist mit einer segmentbogenförmigen Überdachung versehen. Putzfelder mit Tuchdraperien befinden sich in den äußeren Achsen. Ein Schweifgiebel krönt das Hauptgesims. Beim Einbau des Ladens wurde die Haustür, die original erhalten ist, an die Seite versetzt.
Das Haus im Kerngebiet des von der UNESCO als Weltkulturerbe anerkannten Stadtgebietes des Kulturgutes Historische Altstädte Stralsund und Wismar ist in die Liste der Baudenkmale in Stralsund eingetragen.
Bereits zu Beginn der 1970er Jahre wurden die historischen Bürgerhäuser in der Mühlenstraße in den Denkmalschutz aufgenommen, ihre komplexe Sanierung von der Stadtverwaltung schrittweise begonnen.